# Anadoras
Anadoras é um gênero de peixes sul-americanos de água doce.

## Espécies
- Anadoras grypus (Cope, 1872)
- Anadoras insculptus (A. Miranda-Ribeiro, 1912) (ou no gênero Amblydoras)
- Anadoras regani (Steindachner, 1908)
- Anadoras weddellii (Castelnau, 1855)